# Theridion varians melanotum
Theridion varians là một phân loài nhện trong họ Theridiidae.
Loài này thuộc chi Theridion. Theridion varians melanotum được Embrik Strand miêu tả năm 1907.

## Hình ảnh

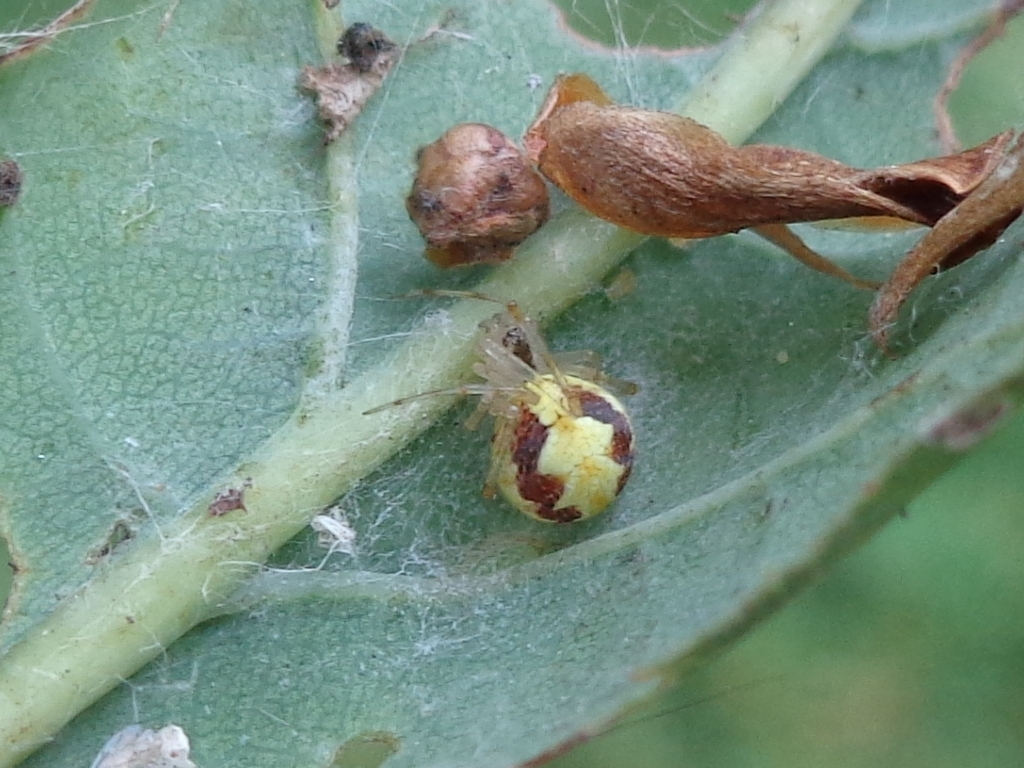
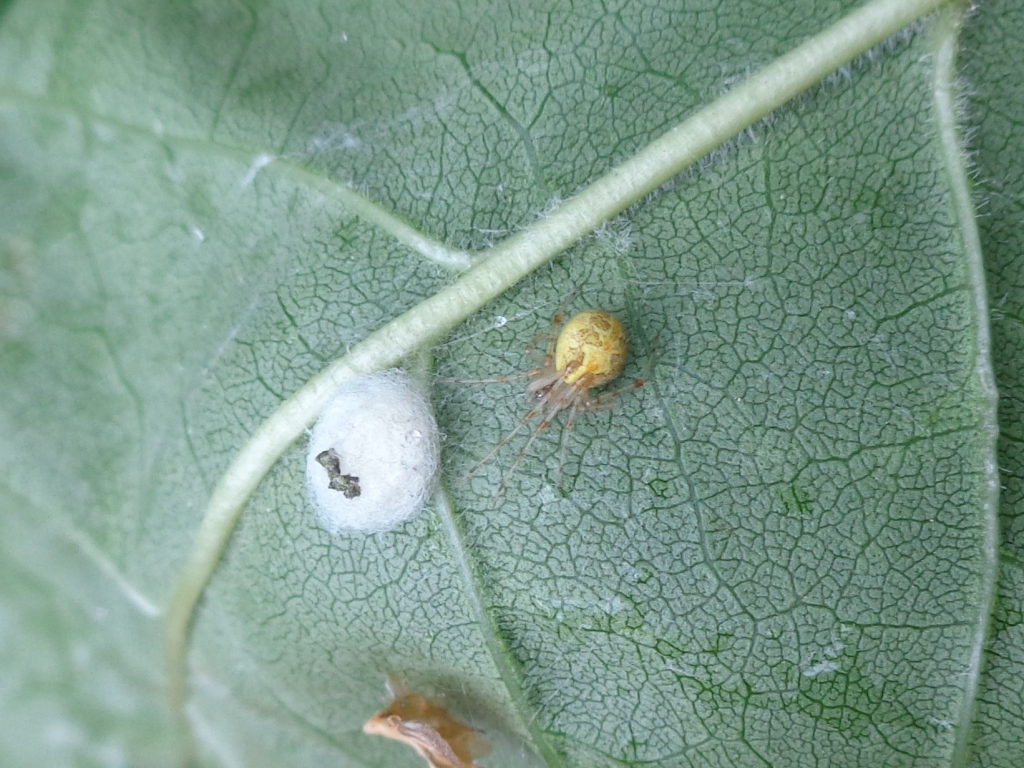
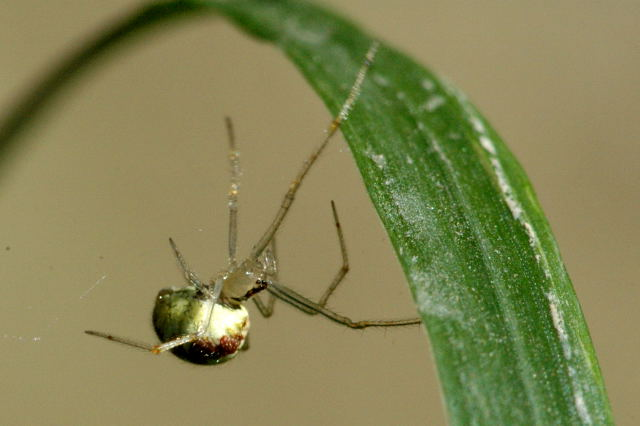
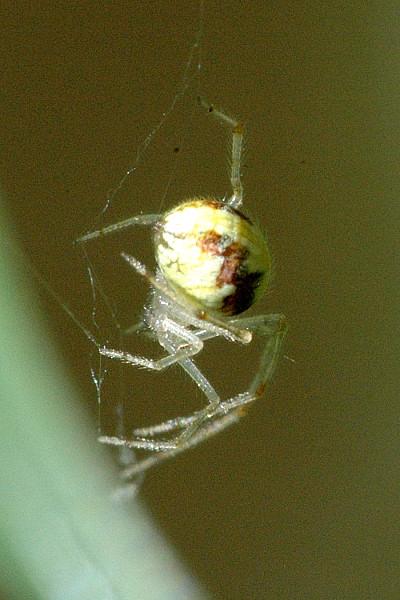